# Hirtodrosophila alpiniae
Hirtodrosophila alpiniae är en tvåvingeart som först beskrevs av Toyohi Okada och Carson 1980.  Hirtodrosophila alpiniae ingår i släktet Hirtodrosophila och familjen daggflugor. Inga underarter finns listade i Catalogue of Life.